# Šopar
Šopar je priimek več znanih Slovencev:
- Janko Šopar (*1950), TV voditelj in novinar